# Yebel Arkanu
El Yebel Arkanu o Yebel Arkenu es un macizo montañoso que alcanza los 1435 metros de altitud y un valle-oasis ubicado en la provincia de Kufra, en el desierto Líbico, en el sudeste de Libia, a aproximadamente 300 km al sudeste de la ciudad de El Tag. El macizo se conocía por las fuentes árabes al menos desde 1892, pero no fue explorado hasta que lo hizo Ahmed Hassanein en 1923. Su suelo es granítico. El valle tiene quince kilómetros de largo y una orientación este-oeste. La vegetación es esteparia: arbustos, hierbas y árboles. Es un lugar de pasto. Cada año, los beduinos conducen sus rebaños al valle, bloquean la entrada (ubicada a una altitud de 598 metros) con piedras, y vuelven tres meses después para recuperar el ganado.
Está ubicado en el desierto, aproximadamente a setenta kilómetros al oeste de Arkenu y de los dos cráteres homónimos.